# The Surfer
The Surfer é um filme de thriller psicológico escrito por Thomas Martin, dirigido por Lorcan Finnegan e estrelado por Nicolas Cage. O filme estreou no Festival de Cannes em 18 de maio de 2024.

## Elenco
- Nicolas Cage
- Julian McMahon
- Nicholas Cassim
- Miranda Tapsell
- Alexander Bertrand
- Justin Rosniak
- Rahel Romahn
- Finn Little
- Charlotte Maggi

## Produção
O anúncio da participação de Nicolas Cage no filme foi feito em maio de 2023. O filme é uma co-produção entre Austrália e Irlanda, produzido por Tea Shop Productions, Arenamedia, Lovely Productions e Gramercy Park Media, com o apoio da Screenwest da Austrália. Foi relatado em outubro e novembro de 2023 que Cage estava filmando cenas em Yallingup. A fotografia principal foi concluída em dezembro de 2023.

## Recepção
No site agregador de críticas Rotten Tomatoes, 87% das 31 resenhas dos críticos são positivas, com uma classificação média de 7,2/10. O consenso do site diz: "Nicolas Cage cavalga habilmente as ondas da masculinidade tóxica nesta arena de tormento cheia de areia." O Metacritic, que usa uma média ponderada, atribuiu ao filme uma pontuação de 69 em 100, baseado em 11 críticos, indicando críticas "geralmente favoráveis".